# Dragiša Vasić
Dragiša Vasić (szerb cirill írással: Драгиша Васић, Gornji Milanovac, 1885. szeptember 2. – Jasenovaci koncentrációs tábor, 1945. április 20.) szerb jogász, író és publicista volt, aki a második világháború egyik fő csetnik ideológusává vált. A jogi egyetemet Belgrádban végezte, majd a szerb hadsereggel harcolt a balkáni háborúkban és az első világháborúban. A két világháború közötti időszakban ügyvédként dolgozott és számos kommunista vádlottat képviselt. Tagja volt a Szerb Tudományos és Művészeti Akadémiának, majd 1934. február 12-től a Képzőművészeti Akadémia levelező tagja lett. 1936-ban csatlakozott a Szerb Kulturális Klubhoz, majd annak alelnöke lett. A jelentések szerint ez idő alatt kapcsolatokat épített ki a szovjet hírszerző szolgálatokkal.
A tengelyhatalmak jugoszláviai támadását követően csatlakozott a csetnikekhez, és egyike lett a Draža Mihailović csetnik vezető által 1941 augusztusában létrehozott Központi Nemzeti Bizottság három legfontosabb tagjainak. Vasić gyorsan Mihailović jobbkeze lett, és az is maradt 1943-ig, amikor is Mihailović Stevan Moljevićet nevezte ki a Központi Nemzeti Bizottság élére. 1945-ben, amikor megkezdték a visszavonulást Montenegróból Szlovénia felé Vasić csatlakozott Pavle Đurišić csetnik parancsnokhoz és csapataihoz. 1945 áprilisában Đurišić és más csetnik parancsnokok mellett őt is elfogták, és a jasenovaci koncentrációs táborba vitték, ahol az usztasák megölték.

## Élete és pályafutása

### Ifjúkora
Dragiša Vasić a Szerb Királysághoz tartozó Gornji Milanovacban született 1885. szeptember 2-án. Az általános iskolát és a gimnáziumot szülővárosában végezte, majd Belgrádba költözött jogot tanulni. 1912 és 1913 között a balkáni háborúkban a szerb hadsereg tartalékos tisztjeként harcolt, részt vett a kumanovói csatában és a bregalnicai csatában. Az első világháború alatt is a szerb hadseregben szolgált, majd 1914 novemberében és decemberében harcolt a kolubarai csatában. 1915 és 1916 telén a szerb erőkkel együtt Albánián keresztül vonult vissza és a görögországi Korfu szigetén szállt partra, ahonnan áthelyezték a szaloniki frontra. 1917-ben a szaloniki per után, amelyben Vasić unokatestvérét, Ljubomir Vulovićot halálra ítélték és kivégezték, mert a Fekete Kéz tagja volt, kiábrándult a Karađorđević-dinasztiából.

### Az első világháború után
Vasićot a háború végén, 1918 novemberében leszerelték, és századosi rangban távozott a hadseregből. A Sándor régenssel szembeni ellenzését azzal fejezte ki, hogy belépett a Köztársasági Pártba, és a „Progres” nevű független szerb újság egyik szerkesztője lett. Publikációira a hatóságok azzal válaszoltak, hogy visszahívták a fegyveres erőkbe. Vasić részt vett az albán határ közelében tartott hadgyakorlatokon, majd áthelyezték a 30. gyalogezredhez, amely részt vett egy észak-albániai felkelés leverésében. 1921-ben kezdett ügyvédi gyakorlatot folytatni Belgrádban, és 1922 januárjában számos kommunista vádlottat képviselt, akiket azzal vádoltak, hogy megkísérelték meggyilkolni I. Sándor jugoszláv királyt. Ugyanebben az időben jó barátságba került Slobodan Jovanović akadémikussal, aki akkoriban ellenezte Nikola Pašić kormányzó Népi Radikális Pártját (NRS). 1922-ben szoros barátságot kötött Miroslav Krleža horvát íróval, aki rendszeresen közreműködött Vasić „Književna republika” (Irodalmi Köztársaság) című folyóiratában. Egy csoport neves szerb íróval együtt 1926-ban egyik alapítója volt a jugoszláv PEN-klubnak. 1927-ben Vasić Vladislav S. Ribnikarral és Sreten Stojanovićtyal a Szovjetunióba látogatott. 1928 végén a baloldali „Nova literatura” (Új Irodalom) folyóirat egyik szerkesztője lett.  Sándor király 1929. január 6-i királyi diktatúrájának kikiáltásakor Vasićról széles körben úgy tartották, hogy kommunista szimpatizáns, mivel elégedetlen volt a Szerb-Horvát-Szlovén Királyság háború utáni politikai fejleményeivel 1931-ben a Petar Živković tábornokkal fennálló kapcsolatait felhasználta Đuro Cvijić, a Jugoszláv Kommunista Párt volt vezetőjének szabadon bocsátása érdekében, akit a hatóságok halálra ítéltek. Vasić a Szerb Tudományos és Művészeti Akadémia (SANU) tagja volt, majd 1934. február 12-én a Képzőművészeti Akadémia levelező tagja lett.
Vasić kilépett a Köztársasági Pártból, és Jovanović biztatására 1936-ban megalapította a nacionalista Szerb Kulturális Klubot, melynek később alelnöke lett. A második világháború előtt „Srpski glas” (Szerb Hang) névvel folyóiratot szerkesztett. Milan Žujović és Milan Nikolić mellett Vasić tagja volt a Konspiracija nevű titkos társaság végrehajtó tanácsának, amelyet 1938. augusztus 8-án hoztak létre azzal a céllal, hogy az Egyesült Királyság támogatásával államcsínyt hajtsanak végre, és megdöntsék Pál régensherceg rezsimjét. Az 1938-as konkordátumválság idején a szerb nacionalisták oldalára állt, és ellenezte az 1939 augusztusi Cvetković–Maček megállapodást, amely a Jugoszláv Királyságon belül nagyobb autonómiát biztosított Horvátországnak. A jelentések szerint Vasić kapcsolatban állt a szovjet titkosszolgálatokkal.

### A második világháborúban
Miután áprilisban a tengelyhatalmak megszállták Jugoszláviát, Vasić 1941 nyarán csatlakozott Draža Mihailovićhoz és csetnikjeihez. Augusztusban Mihailović beszervezte a központi nemzeti bizottságba. Vasić egyike volt a bizottság három legfontosabb tagjának, a másik kettő Stevan Moljević boszniai szerb ügyvéd és Vasić korábbi ügyvédtársa és párttársa, Mladen Žujović voltak. Ők hárman alkották a háború nagy részében Mihailović úgynevezett „végrehajtó tanácsát”, és Vasićot kifejezetten azért választották be, mint Mihailović leendő utódját a csetnik mozgalom élén, arra az esetre, ha bármi történne vele. Valamikor 1941-ben Mihailović Vasićot jelölte ki a központi nemzeti bizottság élére. Stevan K. Pavlowitch történész szerint Vasić gyakorlatilag Mihailović jobbkeze volt. A bizottság tanácsot adott neki bel- és nemzetközi politikai kérdésekben, és kapcsolatot tartott fenn a csetnikek civil híveivel Szerbiában és más régiókban. Jozo Tomasevich történész megjegyzi, hogy Vasić „személyisége és politikai tapasztalatlansága miatt alkalmatlan” volt a bizottság élére.
Vasić Moljević mellett a két fő csetnik ideológus egyike lett. Miután csatlakozott a csetnikekhez, antikommunista nézeteit igyekezett kifejezni, egyúttal ellenzett minden együttműködést a németekkel és az olaszokkal. Erről így írt:
Mindig is támogattam a kommunistákkal való szembeszegülés gondolatát. Ezt mondtam a parancsnoknak (Mihailovićnak) az első naptól fogva. De azt is tanácsoltam neki, hogy a kiirtásukat bízzák a németekre és az olaszokra. Már csak azt a területet kellene biztosítanunk, amit 1941-ben Szerbiában birtokoltunk. Semmiképpen ne harcoljunk ellenük a megszálló csapatokkal együtt. A polgárháború, amelyet a parancsnok szított, nem népszerű népünk körében. Népünk szereti a szabadságot, és utál mindenkit, aki megpróbálja rabszolgává tenni őt. Emiatt nem tudja elfogadni egyes parancsnokaink nyílt együttműködését a németekkel és az olasz csapatokkal, akik kimondhatatlan terrornak és szörnyű bűnöknek dobták őket áldozatul. Ez az, ami számunkra a legszörnyűbb, és ami valódi katasztrófát hozhat. Egyre inkább meg vagyok győződve arról, hogy parancsnokainknak az olasz és német csapatokkal való nyílt együttműködése a fő oka a partizánokkal vívott harcban elszenvedett vereségeinknek, mind katonailag, mind politikailag.
Moljević 1941 decemberében írt Vasićnak, és felvázolta tervét Jugoszláviának a szerb menekültek által minden nem szerb elemtől történő megtisztítására. Kijelentette, hogy a szerbeknek „minden stratégiai ponton” át kell venniük az irányítást Jugoszláviában, és azt állította, hogy a szerbek Karađorđe óta harcoltak egy nagy szerb államért. 1942 februárjában Vasić levelet kapott Moljevićtől, melyben egy Dalmáciáig és az Adriai-tenger partjáig tartó Nagy-Szerbia létrehozásáról értekezett. Moljević azt írta, hogy ahhoz, hogy egy ilyen állam fennmaradhasson a területnek minden nem szerbtől történő „megtisztítására” lenne szükség. Kijelentette, hogy a horvátokat Horvátországba, a muszlimokat pedig Albániába vagy Törökországba kell deportálni. A szlovén kultúrtörténész, Mitja Velikonja azt írja, hogy Vasić támogatta ezt a tervet. 1943-ban tiltakozásul a csetnik mozgalom olaszokkal való folyamatos együttműködése ellen lemondott a központi nemzeti bizottság éléről, e tisztségében Moljević követte. Tomasevich megjegyzi, hogy a Mihailović által kapott politikai tanácsok minősége még azután sem javult, hogy Moljević leváltotta Vasićot a főtanácsadói posztjáról.
Vasić ellenezte az 1944. január 25. és 28. között a szerbiai Ba faluban megtartott a Szent Száva-kongresszust, amelyet a csetnikek szerveztek. Különösen ellenezte Moljević és Živko Topalović szocialista politikus által megfogalmazott politikai koncepciókat, és kijelentette: „Nem tudom, miért volt szüksége a parancsnoknak (Mihailovićnak) erre a kongresszusra; úgy látom, hogy ez a formatitás cirkusza volt és ezért aggódom.”
1944 júliusában Vasić és felesége találkozott Richard Felmannel és más amerikai pilótákkal, akiknek B-24-es Liberatorait a szerbiai Pranjani falu közelében a németek lelőtték. Vasić azt mondta Felmannak, hogy a csetnikek mindent megtesznek a lezuhant repülősök védelme érdekében, és elmagyarázta, hogy a németek felfedezték Felman gépének roncsait. Vasić elmondta neki, hogy megtalálták egy halott amerikai pilóta holttestét, és egy fiatal csetniket, Miodrag Stefanovićot jelölte ki Felman testőreként. Felman egyike volt annak a több száz amerikai repülőnek, akiket a csetnikek mentettek meg a Halyard-hadművelet során, és élete nagy részét azzal töltötte, hogy a csetnikekkel szembeni adósságáról beszélt.

### Visszavonulása és halála
Vasić és sok más csetnik parancsnok nem volt hajlandó elfogadni Mihailović azon döntését, hogy a Vörös Hadsereg 1944 végi belgrádi offenzíváját követően minden csetniket kivonjon Szerbiából a Szandzsákba és Bosznia északkeleti részébe. Vasić úgy döntött, hogy elhagyja Mihailovićot, és tőle függetlenül nyugat felé menekül. Amikor megkezdték a visszavonulást Montenegróból Szlovénia felé, csatlakozott Pavle Đurišić csetnik parancsnokhoz és csapataihoz. Jozo Tomasevich történész azt írja, hogy ez a döntés jól mutatja, hogy mennyire megosztottak voltak a csetnikek a háború vége felé.
Đurišić megszervezte, hogy Dimitrije Ljotić erői már a nyugat-boszniai Bihács közelében találkozzanak vele, és segítsék mozgását a Ljubljanai kapu felé. Összességében mintegy 10 000 csetnik és szerb civil menekült csatlakozott a nyugatra vonuló Đurišićhoz.  Đurišić annak érdekében, hogy Bihácsra jusson, biztonsági megállapodást kötött a Független Horvát Állam fegyveres erőivel (HOS) és a montenegrói szakadár, Sekula Drljevićtyel. A megállapodás részletei nem ismertek, de úgy tűnik, Đurišićnak, Ostojićnak, valamint Baćovićnak és csapataiknak a Száva folyón kellett átkelniük Szlavóniába, ahol a „montenegrói nemzeti hadseregként” csatlakoztak volna Drljevićhez, Đurišić pedig megtartotta volna a parancsnokságot. A csetnikek azonban úgy tűnik, hogy megpróbáltak túljárni a HOS erőit és Drljević eszén azzal, hogy betegeiket és sebesülteiket küldték át a folyón, de ép csapataikat a folyótól délre tartották vissza, majd elkezdték őket nyugat felé mozgatni. A HOS csapatai és a partizánok által zaklatva elérték az Orbász folyót, amelyen átkeltek. A Banja Lukától északra fekvő Lijevče-mezői vívott csatában az egyesített csetnik haderő azonban súlyos vereséget szenvedett a HOS-erőktól, amely németek által szállított harckocsikkal is rendelkezett. Ezt a vereséget és az egyik alegységük Drljevićhez való átállását követően Đurišićot arra kényszerítették, hogy közvetlenül tárgyaljon a HOS-erők vezetőivel a csetnikek további nyugati irányú mozgásáról. Úgy tűnik azonban, hogy ez csapda volt, mivel a találkozóra menet megtámadták és elfogták őket.
Április 20-án Đurišićot, Baćovićot, Vasićot és Ostojićot a Jasenovac melletti ógradiskai táborba szállították. Az usztasák egy mezőn 5000 másik csetnik fogoly mellé terelték őket, és megszervezték, hogy Drljević és követői 150 csetnik tisztet és nem harcoló értelmiségit válasszanak ki kivégzésre. Đurišić, Baćović, Vasić és Ostojić a kiválasztottak között voltak. Őket és a többieket az usztasák csónakokra rakták, és átvitték a Száva folyón, hogy társaik soha többé ne láthassák őket. A jelentések szerint vagy magában a jasenovaci koncentrációs táborban, vagy a közelében lévő mocsárban ölték meg őket. Az NDH erőinek és Drljevićnek is megvoltak az okai Đurišićék likvidálására. Az NDH erőit az a tömegterror motiválta, amelyet Đurišić a szandzsáki és délkelet-boszniai muszlim lakosság ellen követett el, míg Drljević ellenezte azt, hogy Đurišić támogatta Szerbia és Montenegró unióját, amely ellentétes volt Drljević szeparatizmusával. Drljevićet és feleségét a háború után egy osztrák menekülttáborban Đurišić követői felismerték, és megölték őket.

## Irodalmi munkássága
Vasić a két világháború közötti időszak egyik legkiválóbb szerb írója volt. Első könyve a „Karakter i mentalitet jedno pokolenje” (Egy nemzedék karaktere és mentalitása) címmel 1919-ben jelent meg, röviddel az első világháború vége után. „Dva mesek u jugoslovskom sibir” (Két hónap a jugoszláv Szibériában) című könyve 1920-ban jelent meg, nem sokkal azután, hogy az albán határon tartott hadgyakorlatról visszatért Belgrádba. A „Jugoszláv Szibéria” kifejezést, mely Koszovó régiójára utalt Vasić alkotta meg. 1922-ben kiadott egy novellagyűjteményt „Utuljena kandila” (Gyúlt gyertyák) címmel, valamint egy regényt „Crvene magle” (Vörös ködök) címmel. Stanko Korać professzor a Crvene maglét a két világháború közötti időszak harminc legjobb jugoszláv regénye egyikének tartja.
Vasić a következő öt évben, 1922 és 1927 között az írásra összpontosított, és számos cikket publikált a klasszikus orosz irodalomról. 1924-ben „Vitlo i druge piče” címmel, 1926-ban pedig „Bakić Ulija” címmel adott ki regényt. Amikor 1927-ben visszatért a Szovjetunióból, írt egy könyvet „Utisci iz Rusije” (Oroszországi benyomások) címmel, amely a következő évben jelent meg. 1932-ben „Pad sa građevine” (Épületből esés) címmel adott ki egy regényt, ami után már kevésbé volt aktív irodalmi körökben.

## Emlékezete
A második világháborút követően Jugoszlávia új kommunista hatóságai Vasićot kollaboránsnak nyilvánították, és minden művét betiltották. A szerb kiadók az 1980-as években, Josip Broz Tito halála után kezdték kinyomtatni műveit. 1985-ben Dobrica Ćosić szerb írónő kiadott egy regényt, amely Vasićot kedvező színben ábrázolja.
A szerb szerzők nem értenek egyet abban, hogy Vasić kommunista ügynök volt a csetnikek berkeiben. Jugoszláviai rehabilitációjára vonatkozó az első felszólítások 1988-ban jelentek meg. Több mint húsz év telt el, mire lánya kérésére Szerbia kormánya 2009. december 3-án, hivatalosan is teljesen rehabilitálta.

## Fordítás
Ez a szócikk részben vagy egészben  a   Dragiša Vasić című angol Wikipédia-szócikk ezen változatának fordításán alapul.  Az eredeti cikk szerkesztőit annak laptörténete sorolja fel. Ez a jelzés csupán a megfogalmazás eredetét és a szerzői jogokat jelzi, nem szolgál a cikkben szereplő információk forrásmegjelöléseként.